# イデオロギー誌
『イデオロギー誌』（英語: Journal of Political Ideologies）は、1996年に創刊された査読付き学術誌で、政治思想の理論的・概念的側面の分析や、特定イデオロギーの表現や実践の性質、役割の研究に焦点を当てている。
編集長はイタリアの欧州大学院所属のマリウス・オストロフスキー（Marius Ostrowski）である。『イデオロギー誌』は年に3回、テイラーアンドフランシス社から発行される。インパクトファクターは3.3であり、政治学の分野において信頼されている。